# Loulus Storträsket
Loulus Storträsket är en sjö i kommunen Kronoby i landskapet Österbotten i Finland. Sjön ligger 34,3 meter över havet. Arean är 34 hektar och strandlinjen är 2,74 kilometer lång. Sjön  ingår i Perho å huvudavrinningsområde.   Den ligger omkring 110 kilometer nordöst om Vasa och omkring 400 kilometer norr om Helsingfors. 